# Ciclisme als Jocs Olímpics d'estiu de 2020 - Contrarellotge femenina
L'esdeveniment de contrarellotge per carretera femenina als Jocs Olímpics d'Estiu de 2020 va tenir lloc el 28 de juliol de 2021 al voltant del Circuit de Fuji a la prefectura de Shizuoka.
La cursa va ser guanyada per Annemiek van Vleuten dels Països Baixos, la seva segona medalla olímpica en aquests Jocs. Van Vleuten va establir els temps més ràpids als dos temps intermedis abans de marcar l'únic temps inferior a 31 minuts. Va guanyar per 56 segons sobre la medallista de plata, la suïssa Marlen Reusser. Reusser va marcar el quart i el cinquè millor temps en els dos primers controls de temps, respectivament. El seu darrer terç de cursa li va permetre passar a la segona plaça, convertint-se en l'única corredora en un minut del temps de van Vleuten. La medalla de bronze va ser per a Anna van der Breggen, campiona del món i compatriota de van Vleuten. Va ser més ràpida que Reusser en els dos controls de temps abans que Reusser finalment es va avançar cinc segons a la meta.

## Medalles
| Or                         | Argent               | Bronze                     |
| Annemiek van Vleuten (NED) | Marlen Reusser (SUI) | Anna van der Breggen (NED) |

## Llista de països participants
25 ciclistes de 20 nacions van competir a l'esdeveniment.
| Equips nacionals (20)- Sud-àfrica - Alemanya - Austràlia - Bèlgica - Belarús - Canadà - Dinamarca - Equip Olímpic de Refugiats - Espanya - Estats Units d'Amèrica - França - Gran Bretanya - Israel - Itàlia - Japó - Luxemburg - Noruega - Països Baixos - Polònia - Suïssa |
| |

## Classificació
| \| Classificació general \| Classificació general \| Classificació general \| Classificació general \| Classificació general \| \| Corredor \| Corredor \| Equip \| Temps \| \| \| --------------------- \| ---------------------------------- \| -------------------------- \| --------------------- \| --------------------- \| \| 1r \| Annemiek van Vleuten \| Països Baixos \| 30' 13" \| \| \| 2n \| Marlen Reusser \| Suïssa \| + 56" \| \| \| 3r \| Anna van der Breggen \| Països Baixos \| + 1' 01" \| \| \| 4t \| Grace Brown \| Austràlia \| + 1' 08" \| \| \| 5è \| Amber Neben \| Estats Units d'Amèrica \| + 1' 12" \| \| \| 6è \| Lisa Brennauer \| Alemanya \| + 1' 57" \| \| \| 7è \| Chloé Dygert \| Estats Units d'Amèrica \| + 2' 16" \| \| \| 8è \| Ashleigh Moolman \| Sud-àfrica \| + 2' 24" \| \| \| 9è \| Juliette Labous \| França \| + 2' 28" \| \| \| 10è \| Elisa Longo Borghini \| Itàlia \| + 2' 47" \| \| \| 11è \| Sarah Gigante \| Austràlia \| + 2' 48" \| \| \| 12è \| Leah Kirchmann \| Canadà \| + 2' 48" \| \| \| 13è \| Lisa Klein \| Alemanya \| + 2' 48" \| \| \| 14è \| Karol-Ann Canuel \| Canadà \| + 2' 54" \| \| \| 15è \| Omer Shapira \| Israel \| + 3' 02" \| \| \| 16è \| Alena Amialiússik \| Belarús \| + 3' 07" \| \| \| 17è \| Emma Norsgaard \| Dinamarca \| + 3' 36" \| \| \| 18è \| Anna Shackley \| Gran Bretanya \| + 4' 00" \| \| \| 19è \| Julie Van de Velde \| Bèlgica \| + 4' 10" \| \| \| 20è \| Katrine Aalerud \| Noruega \| + 4' 19" \| \| \| 21è \| Christine Majerus \| Luxemburg \| + 4' 20" \| \| \| 22è \| Eri Yonamine \| Japó \| + 4' 21" \| \| \| 23è \| Margarita Victoria García Cañellas \| Espanya \| + 4' 26" \| \| \| 24è \| Anna Plichta \| Polònia \| + 4' 43" \| \| \| 25è \| Masomah Ali Zada \| Equip Olímpic de Refugiats \| + 13' 50" \| \| |                                    |                            |           |
| |                                    |                            |           |
| Font: ProCyclingStats |                                    |                            |           |
| Classificació general |                                    |                            |           |
| Corredor | Corredor                           | Equip                      | Temps     |
| 1r | Annemiek van Vleuten               | Països Baixos              | 30' 13"   |
| 2n | Marlen Reusser                     | Suïssa                     | + 56"     |
| 3r | Anna van der Breggen               | Països Baixos              | + 1' 01"  |
| 4t | Grace Brown                        | Austràlia                  | + 1' 08"  |
| 5è | Amber Neben                        | Estats Units d'Amèrica     | + 1' 12"  |
| 6è | Lisa Brennauer                     | Alemanya                   | + 1' 57"  |
| 7è | Chloé Dygert                       | Estats Units d'Amèrica     | + 2' 16"  |
| 8è | Ashleigh Moolman                   | Sud-àfrica                 | + 2' 24"  |
| 9è | Juliette Labous                    | França                     | + 2' 28"  |
| 10è | Elisa Longo Borghini               | Itàlia                     | + 2' 47"  |
| 11è | Sarah Gigante                      | Austràlia                  | + 2' 48"  |
| 12è | Leah Kirchmann                     | Canadà                     | + 2' 48"  |
| 13è | Lisa Klein                         | Alemanya                   | + 2' 48"  |
| 14è | Karol-Ann Canuel                   | Canadà                     | + 2' 54"  |
| 15è | Omer Shapira                       | Israel                     | + 3' 02"  |
| 16è | Alena Amialiússik                  | Belarús                    | + 3' 07"  |
| 17è | Emma Norsgaard                     | Dinamarca                  | + 3' 36"  |
| 18è | Anna Shackley                      | Gran Bretanya              | + 4' 00"  |
| 19è | Julie Van de Velde                 | Bèlgica                    | + 4' 10"  |
| 20è | Katrine Aalerud                    | Noruega                    | + 4' 19"  |
| 21è | Christine Majerus                  | Luxemburg                  | + 4' 20"  |
| 22è | Eri Yonamine                       | Japó                       | + 4' 21"  |
| 23è | Margarita Victoria García Cañellas | Espanya                    | + 4' 26"  |
| 24è | Anna Plichta                       | Polònia                    | + 4' 43"  |
| 25è | Masomah Ali Zada                   | Equip Olímpic de Refugiats | + 13' 50" |